# Gigi Lai
Gigi Lai (en chinois : 黎姿 ; cantonais Jyutping : Lai4 Zi1), née le 1er octobre 1971, est une actrice de télévision, mannequin et chanteuse hong-kongaise. Elle a fait une grande partie de sa carrière pour la chaîne de télévision TVB à Hong Kong jusqu'à sa retraite de cette chaîne en 2008.

## Biographie
Gigi Lai est une actrice de la chaîne de télévision hong-kongaise Television Broadcasts Limited (TVB). Elle est la petite fille de Lai Man-wai, le « père » spirituel du cinema de Hong-Kong, et de l'actrice Lim Cho Cho.
Toute la famille participe des milieux artistiques puisque sa tante Lai Suen elle aussi est une actrice bien connue dans les années 1960. Son père par contre est sourd de naissance, aussi, pour aider sa famille, elle commence sa carrière dans l'industrie du spectacle dès l'âge de 14 ans.
Le surnom de Gigi est « la déesse qui aime la beauté » et ce surnom lui va bien car l'apparence compte tellement pour elle qu'elle a refusé des rôles dans la seule crainte de s'enlaidir. Par exemple, elle refuse dans les années 1990 le rôle qui a permis à Carina Lau de se faire connaître car elle ne voulait pas se faire couper les cheveux.
En 1990, elle participe au film Dragon in Jail aux côtés d'Andy Lau.
De 1986 à 2003, elle tourne dans différents films dramatiques, comiques, d'actions, ou d'horreur.
En 1999, elle tourne au Viet Nâm pour TVB qui lui confie un rôle important, celui de Zhao Min dans le film tiré du roman Heaven Sword and Dragon Sabre (« L’Épée céleste et le sabre du dragon »).
Elle publie aussi des albums chantés en mandarin et en cantonais.
Avec le temps, sa palette de jeu s'est élargie et elle a eu à cœur de jouer divers types de personnages. Elle y gagne des récompenses et c'est à l'occasion de sa prestation dans la série War and Beauty (« La guerre et la beauté ») qu'elle prouve l'étendue de ses talents en gagnant le trophée de la TVB Most Popular Actress Award en 2004.
Elle s'est retirée de l'industrie du cinéma afin d'aider son frère blessé en 2007 dans un accident de voiture. Mariée à l'homme d'affaires Patrick Ma Ting Kueng fin septembre 2008 à Sydney, elle attend son premier enfant pour 2009.

## Filmographie
- The Gem of Life (2008) (série)
- The Ultimate Crime Fighter (2007) (série)
- Life Art (2007) (série)
- The Dance of Passion (2006) (série)
- The Charm Beneath (2005) (série)
- Healing Hands III (2005) (série)
- Shades Of Truth (2004) (série)
- War and Beauty (2004) (série)
- Riches to Stitches (2004)
- Fate Twisters (2003)
- Doomed to Oblivion (2003)
- L’Épée céleste et le Sabre du dragon (2000)
- All's Well, Ends Well 1997 (1997)
- Young and Dangerous 3 (1996)
- Young and Dangerous 2 (1996)
- Young and Dangerous (1996)
- Evil Cult (1993)
- Dragon in Jail (1990)